# Oxaenanus scopigeralis
Oxaenanus scopigeralis är en fjärilsart som beskrevs av Moore 1867. Oxaenanus scopigeralis ingår i släktet Oxaenanus och familjen nattflyn. Inga underarter finns listade i Catalogue of Life.